# Механична тъкан
Механичната тъкан е вид растителна тъкан. Тя придава здравина, устойчивост и еластичност на органите на растението. Това се дължи на особената структура на нейните клетки и на мястото им в отделните органи. Съществуват следните видове механична тъкан:
- Коленхим

Коленхимът е еластична поддържаща тъкан на първичната кора на млади стъбла от двусемеделни растения, както и листа. Състои се от живи клетки с неравномерно удебелени първични черупки без покритие, удължени по оста на органа. Създава поддръжка за растението.
- Склеренхим

Склеренхимът е изграден от мъртви многоъгълни клетки с дебели стени. Механичната тъкан е разположена предимно в корена и стъблото и изгражда неговия „скелет“. Склеренхимът е образуван от прозенхимни клетки със силно надебелени целулозни или лигнифицирани мембрани, по които порите са сведени до минимум. В някои случаи обаче склеренхим се диференцира или само над флоема, или само над ксилема под формата на „склеренхимни шапки“. Така се образуват фибровазалните или съсъдесто-влакнестите снопчета. Склеренхимни влагалища имат ролята да укрепват снопчетата. Механичната тъкан образува растителните влакна на конопа и лена, които се използват от древността.
Механичната тъкан е характерна за сухоземните растения.